# Nati nel 1446
| Questa pagina contiene informazioni ricavate automaticamente dalle voci biografiche con l'ausilio del template Bio e di un bot. L'aggiornamento è periodico e automatico e ricostruisce completamente la pagina. Se manca una persona in questa lista, sei pregato di non aggiungerla, ma accertati piuttosto che la sua voce biografica contenga il template Bio e che i dati anagrafici siano correttamente compilati. Se il template Bio manca, inseriscilo tu stesso o, in alternativa, metti l'avviso {{tmp\|Bio}} che ne segnala la mancanza. Se i dati riportati sono sbagliati, correggi direttamente la voce biografica; le modifiche saranno visibili in questa lista entro pochi giorni. Per chiarimenti vedi il progetto biografie. La lista contiene solo le 34 persone che sono citate nell'enciclopedia e per le quali è stato implementato correttamente il template Bio. Pagina aggiornata al 10 feb 2025. |

- 3 maggio - Margherita di York, nobile inglese († 1503)
- 14 agosto - Andrej Vasil'evič Bol'šoj, principe russo († 1493)
- 18 agosto - Pier Capponi, condottiero e politico italiano († 1496)
- 18 settembre - Ōuchi Masahiro, militare giapponese († 1495)
- 4 ottobre - Gianfrancesco Gonzaga, condottiero italiano († 1496)
- 21 dicembre - Cecca, ingegnere italiano († 1488)
- 28 dicembre - Carlo di Valois, nobile francese († 1472)
- Bartolomeo Valdezocco, editore e giurista italiano
- Guy de Blanchefort, francese († 1513)
- Giovanni Borgia, cardinale e arcivescovo cattolico spagnolo († 1503)
- Borommaracha III, sovrano siamese († 1491)
- Francesco Botticini, pittore e artigiano italiano († 1498)
- Domizio Calderini, umanista italiano († 1478)
- Carlo V d'Angiò, nobile francese († 1481)
- Gian Giacomo Crispo, duca († 1453)
- Davud Pascià, generale albanese († 1498)
- Giovanni Raimondo Folch IV de Cardona, generale spagnolo († 1513)
- Berthold Furtmeyr, pittore e miniatore tedesco († 1501)
- Gevherhan Hatun, principessa ottomana († 1514)
- William Grocyn, docente e educatore inglese († 1519)
- Guglielmo I de La Marck, nobile e militare tedesco († 1485)
- Diego Meléndez de Valdés, vescovo cattolico spagnolo († 1506)
- Giovanni Michiel, cardinale italiano († 1503)
- Étienne Poncher, arcivescovo cattolico e diplomatico francese († 1525)
- Battista Sforza, contessa († 1472)
- Urceo Codro, umanista italiano († 1500)
- Marco Vigerio della Rovere, cardinale e arcivescovo cattolico italiano († 1516)
- Francesco Vigilio, umanista e letterato italiano († 1534)
- Lionel Woodville, nobile e vescovo inglese († 1484)
- Qansuh al-Ghuri, egiziano († 1516)
- Bartolomeo della Fonte, umanista italiano († 1513)
- Lorenzo della Volpaia, architetto, matematico e orologiaio italiano († 1512)
- Agnolo di Domenico di Donnino, pittore italiano († 1513)
- Nicolò Corso, pittore italiano († 1513)